# Yu-Gi-Oh!: The Dark Side of Dimensions
Yu-Gi-Oh! The Dark Side of Dimensions (no Brasil, Yu-Gi-Oh! O Lado Negro das Dimensões) é um filme de anime japonês de 2016, parte da franquia Yu-Gi-Oh!. É uma história original que tem Yugi Muto e Seto Kaiba como personagens principais, ocorrendo após os eventos do mangá original. Em celebração ao filme e aos 20 anos da franquia em geral, a TV Tokyo começou a transmitir uma versão remasterizada em edição digital do anime Yu-Gi-Oh! Duel Monsters, no Japão. O filme foi lançado no Japão em 23 de abril de 2016,  nos Estados Unidos e Canadá em 27 de janeiro de 2017 e na Austrália em 2 de fevereiro de 2017. No Brasil, o filme estreou no dia 1º de novembro de 2018 via Vivo Play, Google Play, Looke, iTunes, Microsoft Store e NOW.

## Enredo
Na abertura, a Corporação Kaiba está fazendo uma busca pelo Enigma do Milênio. De repente, um misterioso homem camuflado é visto no santuário subterrâneo como um dos guarda-costas de Kaiba o conta que ele está atrasado e para acelerar o seu progresso e que eles encontrarão alguém que pudesse se ele não puder. Um ano após a partida do Faraó, Yugi Muto e seus amigos mais próximos estão em seu último ano no colegial e estão falando o que eles farão no futuro.
Enquanto isso, Seto Kaiba encomendou uma escavação para recuperar o Enigma do Milênio desmontado das ruínas da câmara do Milênio. O item já havia abrigado a alma de seu rival, Atem, quem ele espera reviver a fim de resolver a sua pontuação. A escavação é interrompida por Diva, que encara Kaiba em um jogo de Monstros de Duelo e rouba duas peças do quebra-cabeça recuperado. Ele mantém um fragmento e dá o outro para sua irmã Sera, que passa para Yugi Moto, ciente de que ele era o anfitrião do Faraó.
Diva, sob o pseudônimo de "Aigami", esquece a amizade com Yugi e o resto dos amigos. Ele tem interesse no amigo de Yugi, Ryo Bakura, a quem ele acredita ser o responsável pela morte do seu pai mentor, Shadi. Usando o seu Cubo Quantum, ele transporta Bakura e Joey a outra dimensão. Bakura pede desculpas e explica que o espírito maligno do Anel do Milênio foi o responsável. Os dois são interrompidos por Mani que se tornou deformado pelas energias malignas do Anel do Milênio. Quando Yugi, Tea e Tristan encontram "Aigami", Aigami se revela sendo Diva e seu plano de eliminar Bakura como também com Yugi. Como Diva quase desintegra os três em uma outra dimensão, Joey inadvertidamente retorna ao mundo real, com a ajuda do espírito de Atem.
Kaiba tem o computador para reconstruir o Enigma do Milênio e descobre que as últimas duas peças estão faltando. Ele sequestra Diva e aproxima de Yugi, para que ele possa fazer com que os dois participem da apresentação de sua tecnologia de realidade virtual de Disco de Duelo atualizada. Ele pretende duelar tanto Diva e Yugi, enquanto joga suas peças do quebra-cabeça. Contudo, Yugi está furioso com Diva sobre o que ele fez com Bakura e insiste em duelá-lo em diante, com o qual Kaiba concorda.
Yugi derrota Diva, resultando o retorno de Bakura a realidade, e enquanto duelava com Kaiba, Yugi recompleta o Enigma do Milênio para demonstrar que o espírito do Atem não está mais dentro. Diva torna-se corrompido pelos incríveis poderes malignos do Anel do Milênio e duela tanto Yugi e Kaiba. Kaiba se sacrifica durante o duelo e faz um apelo final para Yugi chamar Atem. Yugi consegue fazê-lo, e ele e Atem derrotam Diva com facilidade. Atem e o Enigma do Milênio em seguida desaparecem, e Kaiba retorna a realidade.
O filme conclui com Yugi e seus melhores amigos vendo Tea saindo do aeroporto como ela vai perseguir o seu maior sonho de se tornar uma bailarina profissional em Nova York. Enquanto isso, Kaiba usa sua tecnologia em conjunção com o Cubo Quantum para transportar sua consciência ao Mundo Espiritual. Ele se aproxima do Faraó Atem, sentado em seu trono, que responde com um sorriso confiante.

## Produção
O filme foi anunciado primeiro no Ocidente. 4K Media revelou a existência do filme no website oficial de Yu-Gi-Oh!. Eles disseram que o filme já estava em desenvolvimento no Japão e que estavam comprando um distribuidor em todos os territórios não asiáticos.
No Japão, o MAiDiGiTV do jornal Mainichi Shimbun transmitiu um vídeo provocando o filme, ao lado de uma recapitulação da história da franquia de quase vinte anos. Aqui, revelou-se que o filme caracterizaria Yugi Muto e Seto Kaiba como seus principais protagonistas. Shueisha da Weekly Shonen Jump também revelou uma sinopse do filme: Yami Yugi, que reside no corpo de Yugi Muto, e Kaiba terão um Duelo que aposta seus orgulho e aceita cada um Experiência mútua dos outros".
Os dubladores originais de Seto Kaiba e Yugi Muto retornaram a seus papeis no filme - Shunsuke Kazama dando voz a Yugi, e Kenjiro Tsuda para Seto Kaiba. Ambos os personagens, também, receberam leves redesigns, juntamente de suas cartas-símbolo: "Dark Magician" (Mago Negro) e "Blue-Eyes White Dragon" (Dragão Branco de Olhos Azuis), respectivamente.

## Recepção
The Dark Side of Dimensions estreou em 137 cinemas, ganhando 133.010.600 de ienes (aproximadamente $ 1.200.000) em seu primeiro fim de semana. O filme ganhou mais de 800 milhões de ienes (cerca de US $ 7.500.000) depois que suas exibições terminaram. Durante suas exibições 4DX e MX4D, o filme ganhou 1.000.000.000 de ienes (cerca de US $ 9.000.000).